# I-VMS

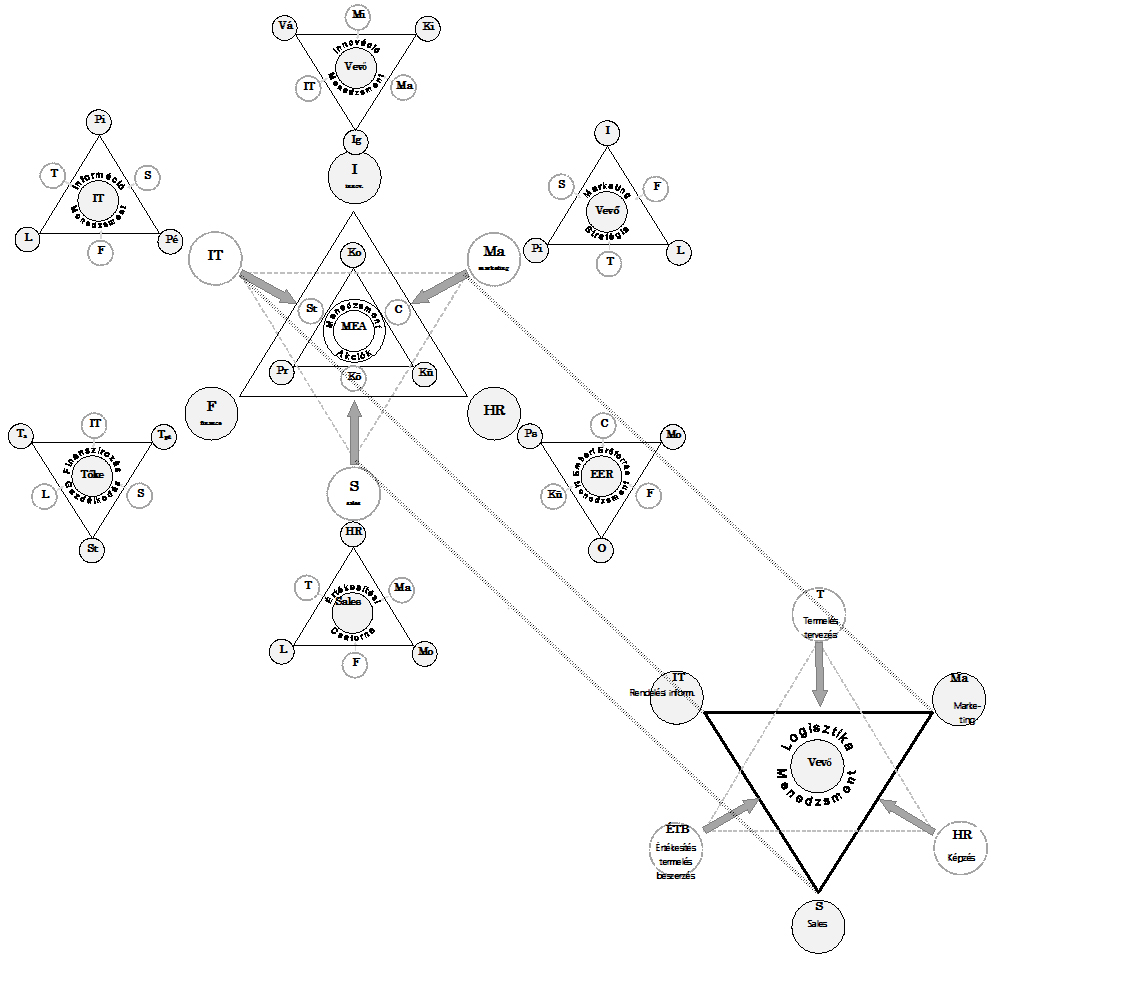
Komplex térbeli I-VMS Modell síkban ábrázolva

Az I-VMS modell (Integrated Value-added Management System / Integrált Értéknövelő Menedzsment Rendszer) a radikálisan új közgazdaság-tudományi szemlélet megvalósítása mellett a gyakorlatban alkalmazható, a menedzsment emberi erőforrásaiban rejlő potenciálra támaszkodva azok kiaknázására és az értéktöbblet teremtésére helyezi a hangsúlyt. Az együttműködésben megvalósuló vállalat-irányítási modell képes a hatékonyság növelésére a menedzsment szervezeti/szerkezeti egységében, annak átalakítása nélkül. A modell érték teremtő-növelő, integrált, hálózatos, térbeli komplex menedzsment –belső értékekre épülő– irányítási rendszer, amely a hatékonyabb irányítást teszi lehetővé.

## Háttér
A menedzsment világában az alapelvek, alapkompetenciák és alap-prioritások azonosítása kulcsfontosságú, mert ezek határozzák meg azokat az értékeket, belső összefüggéseket és koncepciókat, amelyekből levezethetők a szervezetek észszerű tevékenységei és végső soron a vállalat jövedelme is.
A menedzsmentkutatók az elmúlt évtizedekben több olyan elméleti koncepciót is megalkottak, melyek modellszerű alkalmazása sokat lendített a menedzserek üzleti felfogásán, az érték vállalati folyamatokban való helyesebb észlelésén és a különböző érintettek érdekeinek realisztikusabb összehangolásán. Az új menedzsment modell elvi koncepciója: az eddigi modellek fő hibáit kiküszöbölve egy gyökeresen új, integrált és rendszer szemléletű megközelítésben egyesíti a menedzsment erőforrásait, miközben lehetővé teszi a menedzsment egy korábbinál magasabb szintű kontrolljának megvalósítását.

## A modell elméleti megalapozása
Az I-VMS menedzsment modell a versenyképesség megőrzése érdekében továbbra is az értékteremtő folyamatot kívánja központi gondolattá tenni, azonban a folyamati láncmodell helyett egy sokkal korszerűbb integrált, hálózatos, rendszermodellre kíván építeni. A fejlesztendő menedzsment modellel szemben támasztott, a legkorszerűbb igényeknek is megfelelő követelmények a következők:

### Értékkel kapcsolatban
1. őrizze meg az értékteremtő folyamat központi, rendszeralkotó szerepét;
2. őrizze meg az értékteremtő folyamatok egymásra épülésének logikáját;
3. őrizze meg a kettős értékteremtés filozófiáját.

### Funkcionális struktúrával kapcsolatban
- alkalmazhatóság: azaz a korábbi értéklánc modellekhez hasonlóan képes legyen a tradicionális szervezeti struktúra funkcionális és hierarchikus rendszerével együttműködni annak felszámolása nélkül;
- átjárhatóság: azaz segítse a túl merev funkcionális struktúra és a túlpozicionált szervezeti funkciók leépítését, illetve segítse elő a túlzott szervezeti korlátok felbomlását;
- bővíthetőség: azaz új funkciók megjelenésekor, vagy a stratégia változásakor képes legyen helyt adni az új funkcionális elemeknek.

### A lineáris, láncszerű struktúrával és folyamatszemlélettel kapcsolatban
- hálózatos struktúra: azaz a folyamatszemléletben a láncszerű struktúrát váltsa fel egy sokkal rugalmasabb hálózatos struktúra, mely komplexebb, ugyanakkor átléphetővé teszi a funkcionális falakat;
- komplex folyamatszemlélet: azaz továbbra is őrizze meg a folyamatszemlélet komplexitását, rálátását a teljes folyamat teljesítményeire;
- fókuszpont: azaz, az érték létrehozása ne egy folyamat végeredménye legyen, hanem maga a folyamat épüljön az érték vagy fókuszpont köré.

### Integráltsággal kapcsolatban
- integráltság: azaz a funkciók koordinációjában tegye lehetővé a magasabb szintű integráltságot, mint a láncmodell;
- információs kapcsolatok: azaz az integráció magasabb szintje tegye lehetővé az információk szabadabb áramlását, a kiterjedtebb információs kapcsolatokat;
- szinergia: azaz a szervezeti funkciók teljesítményeiben magas szintű szinergia jöhessen létre.

### Rendszerszemlélet
- felbonthatóság: azaz a megalkotott logikai rendszer modell – tetszés szerint – további azonos felépítési logikájú (rész)rendszerekre legyen bontható, a vizsgálati szempontok szerint;
- szintetizálhatóság: azaz a rendszeralkotó funkció-elemek más logika szerint is összeépíthetők, illetve további elemek is beilleszthetők legyenek;
- variabilitás: azaz a rendszer elemei variálhatók legyenek és ezáltal új nézőpontot szolgáltassanak a menedzsment számára.

Összefoglalva, az új menedzsment modell a lineáris funkcionális szemlélet helyett, hálózatos rendszerszemléletű modellként funkcionál, ami sokkal korszerűbb, a jelen kor kihívásainak sokkal jobban megfelelő szemléletmódot kölcsönöz a menedzsmenti nézőpontnak.  Az új koncepció legfőbb menedzsmenti előnye, hogy az eddigi megoldásoknál jobban összehangolhatóvá teszi a szervezet tradicionális struktúráit, segít felszámolni a szervezet funkcionális gátjait.

## A modell bemutatása
Az integrált értékteremtő, illetve értéknövelő menedzsment rendszer (I-VMS) lényege, hogy szakítva a korábbi funkcionális szemlélettel nem az értékteremtő tevékenységek láncolatára koncentrál, hanem egy olyan hárompilléres rendszerszemléletet vezet be, amely a tevékenységek integrált koncepcióját valósítja meg.
A rendszermodell alap- illetve támogató fókuszterületek szinergiáját keresi.
„Ez a hatékony technológia a tudatos menedzsment koncepciót helyezi középpontba és újra visszaadja a menedzsment kezébe a folyamatok és értékek feletti kontrollt még összetett rendszerek esetében is.”
A modellben alkalmazott integrált rendszerszemlélet a korábbi funkcionális szemlélettel szakítva lehetővé teszi, hogy az egyes tevékenységi területek, ne egymással konkurálva vagy egymás ellenében dominálva működjenek együtt, lépésekben növelgetve az értékdimenziót, hanem az egyes területeket fókuszpontba (középpontba) állítva, kölcsönösen és egymás hatását hatékonyan erősítve hozza létre az értékdimenzió sűrítését és növelését.
A bemutatott modell rendszerszemléletének előnye, a többszörös fragmentálhatóság – felbonthatóság –, aminek eredményeképpen minden rendszerelem ugyanazzal a modellezési technikával tovább elemezhető tetszőleges mélységben. A részrendszerek integrálódnak a tágabb rendszerbe, miközben feltárják a belsőbb összefüggéseket és hálózati struktúrát hoznak létre.
A szintetizálhatóság előnye, hogy az egyes rendszerelemek, építőkocka vagy „molekula” módjára alkotnak bonyolultabb struktúrákat, miközben az egyszerűen átlátható fókusz-tripletek szerkezete végig megőrzésre kerül.
Az igény szerint átalakítható dinamikus kapcsolatrendszer alkotja a modell variabilitását, vagyis felépíthető egy olyan logikus rendszer, amely adaptálható a vizsgált szervezetre, illetve olyan nézőpontot nyújt, amely menedzsmenti előnyt ad az értékek koordinációjában.
A modell felépítésének alapötlete úgynevezett fókusz-tripletekre vezethető vissza. Minden rendszer-egység három alapfunkcióra (azaz fő vagy elsődleges fókuszterületre), valamint további három támogató tevékenységre (azaz kiegészítő, illetve segítő fókuszterületre) épül.
Az alaptevékenységek és a támogató tevékenységek nem lánc-szerűen kapcsolódnak, hanem ugyanazon fókuszterületre irányulnak. 
Az alaptevékenységek és a támogató tevékenységek két egymásba fordított háromszöggel ábrázolhatók, amelyek célirányos gondolkodást elősegítő fókusz-tripleteket alkotnak.

### A modell 1. szintje (menedzsment kontroll)
A modell első szintjén maga a menedzsment van a fókuszpontban, amelynek a teljesítményét elsődlegesen lehet maximalizálni. A menedzsment funkció teljesítményének maximalizálása azt jelenti, hogy a menedzsment képes megérteni, azaz felfogni a vevői igényeket és az így felismert igényeket képes a szervezeti funkciók optimális működésévé konvertálni, úgy hogy közben maximális vevői érték keletkezzen. 

### A modell 2. szintje (alaptevékenységek, mint alrendszerek)
A modell 2. szintje azoknak az alaptevékenységeknek az elemzésére épül, amelyek elsődlegesen járulnak hozzá a menedzsment teljesítményéhez.
A hatékony innováció alapjai:
- vevői igények észlelését lehetővé tevő funkciók;
- az igényre válaszul nyújtott teljesítmények, vevő által észleltethető része;
- a megvalósítás funkciói (kivitelezés), mely meghatározza a teljesítményt.

A hatékony emberi erőforrás alapjai:
- pszichikus tényezők (személyes célok) észlelését lehetővé tevő funkciók;
- motivációs és ösztönző funkció rendszer;
- rendszeres oktatás és képzés, mely újabb szintek elérését teszi elérhetővé.

A hatékony finanszírozás alapjai:
- piaci stratégia kialakítása és alkalmazási tudatossága a szervezetben;
- pénzügyi tranzakciós folyamatok lekövetése és funkciói;
- anyagi értelemben vett tranzakciós folyamatok lekövetése és funkciói.

A funkcionális elemzés integrált megközelítésében érdekes nézőpontot adnak, amely leolvasható és feltérképezhető a támogató tevékenységek kapcsolati dimenzióiból. Az egyes funkciók többszörös megjelenése a tevékenységek rendszerben betöltött multifunkcionalitására és többdimenziós célrendszerére hívják fel a figyelmet.

### A modell 3. szintje (támogató tevékenységek, mint alrendszerek)
A modell 3. szintje a támogató tevékenységek mélyebb elemzésére épül, melyek önmagukban is nagymértékben hozzájárulnak az alaptevékenységek teljesítmény szintjéhez, illetve az alaptevékenységek háromszögeinek élei mentén értelmezett keresztmetszetekben megnyilvánuló szinergiájához.
Komplex modell (teljes tevékenységi háló síkbeli szerkezete):
Bár az új modellnek nem közvetlenül célja, azonban mégis lehetséges a rendszer rendszerelemeinek integrálása és komplex ábrázolása, amely újabb hasznos kapcsolatokat, menedzsmenti nézőpontokat tár fel az elemzés során.

### A modell 4. szintje (a logisztika, avagy a modell kiterjesztése)
A modell alkalmas a tevékenységi háló komplex leképezésére és a kapcsolódási pontok elemzésével a menedzsment további értékes beavatkozási pontokat találhat. További modellezési aspektust jelenthet, ha kimozdulunk a síkbeli ábrázolás kötöttségeiből és valódi háromdimenziós hálózati modellt hozunk létre.
A logisztika funkció ábrázolása térbeli eltolással lehetséges, mely fedésbe kerül a menedzsment korábban ábrázolt támogató funkcióival. Az így kapott elrendezés rávilágít a logisztika menedzsment szükségszerűen központi szerepére, mely a teljes szervezeti működés információs és anyagi áramlásának vetületét adja. Másképpen kifejezve a logisztika integrálja a menedzsment egyéb (információs és anyagi) funkcióit.

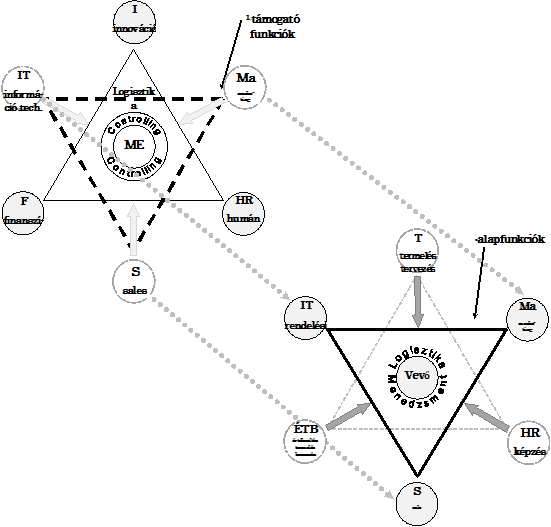
Logisztika kapcsolata a menedzsmenttel az I-VMS Modellben

## A logisztika kiemelt szerepe az I-VMS Modellben
Az integrált rendszerszemléletű menedzsment modell szerkezeti előnyeit figyelembe véve, a modell elsődleges érdeme a logisztika központi szerepet betöltő megjelenése. 
A menedzsment, mint irányító, szervező és stratégiai fókuszterület, nem működhet megfelelő információ és támogatottság nélkül. A menedzsmentnek szüksége van egy alapvető támogató, de ugyanakkor együttműködő szervezeti egységre, mint a logisztika, amely a vezetést megfelelő minőségű és értékű stratégiai információ-halmazzal ellát.
–A logisztika funkció fókusz-triplet modelljének vizsgálata során megkapjuk a menedzsment szükségszerű vetületét, ami azonos a menedzsment támogató funkcióinak kiterjesztésével. Más szavakkal a menedzsment támogató tevékenységei megfelelnek a logisztika funkció elsődleges alaptevékenységeinek.
A logisztika magas prioritású, azaz kulcspozícióba helyezésével a modell az értékdimenziók közötti átjárhatóságot megfelelő módon kezeli. A modell alkalmas a tevékenységi háló komplex leképezésére és a kapcsolódási pontok elemzésével a menedzsment további értékes beavatkozási pontokat találhat. A már említett háromdimenziós hálózati modell további modellezési aspektust nyújt mindehhez.
A logisztika funkció rajzi ábrázolása térbeli eltolással lehetséges, melynek segítségével  a logisztika fedésbe kerül a menedzsment korábban ábrázolt támogató funkcióival. Az így kapott elrendezés rávilágít a logisztika menedzsment szükségszerűen központi szerepére, mely a teljes szervezeti működés információs és anyagi áramlásának vetületét adja. Másképpen kifejezve, a logisztika integrálja a menedzsment egyéb (információs és anyagi) funkcióit.
Ez a szemlélet a gyakorlatban azért hasznos, mert segít megérteni az értékkeletkezés és áramlás valódi szerkezetét, miközben elkerülhető a már korábban említett érték torzulás, ami egyes funkciók (például: marketing) túlhangsúlyozódásából ered.
A logisztika, mint központi szerepet betöltő szervezeti egység, új szemléletet adhat a menedzsment számára, amely így az információs és anyagi jellegű struktúrából hasznos piaci előnyre tehet szert. Újfajta megvilágításba kerül a stratégiai tervezés, amely nemcsak az anyagi természetű dolgok irányításával, hanem az értékek és érték-többletek felismerésével, és azok stratégiába való beépítésével is foglalkozik.
A modell szerint a sokszor alul értékelt logisztika, a stratégiai tervezés kulcsfontosságú, és egyre nagyobb szerepet ellátó szervezeti egységként immár nem másodlagos (kiszolgáló) szerepet tölt be a vállalat életében, hanem komoly értékhordozó és egyben harmóniateremtő (harmóniaalkotó) funkció is.
A modell újítása, hogy a síkbeli modellezéstől elrugaszkodottan növeli az értékdimenziót és a logisztikát kulcsfontosságú szereppel felruházva új koncepciót honosít meg a cégvezetésben.